# Перовська Ольга Василівна
Ольга Василівна Перовська (27 березня (9 квітня) 1902 , Мелітопольський повіт, Таврійська губернія  — 18 вересня 1961 , Москва ) — російська радянська дитяча письменниця .

## Біографія
Її дід Василь Львович Перовський — політкаторжанин, брат Софії Перовської ; батько — Василь Васильович, учений-лісовод, брав участь у революційному русі .
Ольга Василівна Перовська народилася 27 березня (9 квітня) 1902 року в селі Василівка Мелітопольського повіту Таврійської губернії Російської імперії . З п'яти років і до повноліття вона жила в Семиріччі в найчудовіших куточках Казахстану та Киргизії — у Вірному та Пржевальську біля берегів Іссик-Куля (село Михайлівка), бо її батько — Василь Васильович Перовський — вчений-лісовод, який закінчив Петербурзький лісовий інститут, у 1907 році приїхав до Семиріччя, де служив лісничим спочатку в Капальському, а потім у Вірненському та Пржевальському повітах. Багато дитячих вражень від життя у цих чудових краях Ольга згадувала згодом із великою теплотою, і вони знайшли свій відбиток у її творчості.
У 1918 році Василь Васильович Перовський разом із сім'єю залишив Семиріччя і виїхав на Алтай. Про життя на Алтаї Ольга Василівна згодом також написала у своїх творах («Алтайські оповідання», «Незвичайні оповідання про звичайних тварин»).
Поступивши спочатку до Туркестанського університету, потім у 1923—1926 роках Ольга Перовська навчалася на біологічному факультеті МДУ .
У 1925 році вийшла її перша і найвідоміша книга оповідань «Хлопці та звірята», що відразу завоювала симпатії маленьких читачів. Це цикл оповідань про насичене подіями життя дітлахів — чотирьох сестер, дочок лісничого, що служить у Семиріччі. Книгу можна назвати автобіографічною, оскільки в межах її головних героїв легко вгадуються сама Ольга та її сестри.
Також Олена Перовська є автором серії оповідань та повістей про тварин: «Незвичайні оповідання про звичайних тварин», «Мармотка» (обидва 1939), «Про поросят» (1941), «Острів у степу» (1934, спільно з Григорієм Замчаловим).
Книги Перовської мають пізнавальний характер, відрізняються цікавістю сюжету і тонким розумінням психології тварин, показаної через дитяче сприйняття.
Чоловік Олени Перовський, письменник Григорій Замчалов, під час німецько-радянської війни вступив у народне ополчення та загинув на фронті.
Сама Ольга Василівна евакуювалася до Кисловодська (за іншою інформацією до П'ятигорська) і працювала там бібліотекарем. У серпні 1942 року місто захоплюють німці, а Перовська продовжує працювати у бібліотеці та під час окупації. 11 січня 1943 року місто звільняють, а її 15 березня 1943 року заарештовують і дають 10 років таборів за «співпрацю з німцями» . Один епізод із її життя в цей період розповідав Лев Токмаков .Завдяки зусиллям її сестри Софії Перовської (Штрох), що звернулася до Василя Ульріха, справа була переглянута і восени 1945 року Перовська була звільнена . Однак у грудні 1949 року, після відставки Ульріха, її було повторно заарештовано і засуджено до заслання, звідки повернулася 1955 року. Наприкінці 1950-х років була реабілітована.
Протягом 5 років, із 1950 по 1955 роки, її книжки не друкувалися; діафільм «Франтик» із серії «Хлопці та звірята» було вилучено з продажу. Письменниця, яку з великим задоволенням друкували та із захопленням читали діти, у цей період просто зникла з життя радянської дитячої літератури.
Роки ув'язнення та заслання наклали відбиток на життя письменниці, але вона постаралася не переносити своє горе та образу на творчість для дітей і продовжувала писати добрі, світлі, теплі та щасливі книги. Саме тоді вона написала повість «Джан — очі героя» (1958) і закінчила розпочату ще разом із Григорієм Замчаловим повість «Золоте руно» (1957).
Останні роки Ольга Василівна була прикута до ліжка тяжкою хворобою та померла у на 60-му році життя у 1961 році.

Похована на цвинтарі в Підмосковному селищі Переделкіне .

## Творчість

### Твори
- «Ребята и зверята», М.— Л., 1925;
- «Мои волчата», М. — Л., 1927;
- «Ишка и Милка», М. — Л., 1928;
- «Чубарый», М. — Л., 1929;
- «Остров в степи»,1934, совм. с Г. Замчаловым;
- «Как и для чего я писала книгу „Ребята и зверята“» // Дет. лит-ра. 1935. № 10;
- «Дианка и Томчик»;
- «Франтик»;
- «Мишка»;
- «Необыкновенные рассказы про обыкновенных животных», 1939;
- «Мармотка», 1939;
- «Васька», М. — Л., 1941;
- «Про поросят», 1941;
- «Золотое руно», 1957, разом з Григорієм Замчаловим;
- «Джан — глаза героя», 1958;
- «Тигрёнок Васька», М., 1959.